# Telipogon boliviensis
Telipogon boliviensis är en orkidéart som först beskrevs av Roberto Vásquez och Dodson, och fick sitt nu gällande namn av Norris Hagan Williams och Robert Louis Dressler. Telipogon boliviensis ingår i släktet Telipogon och familjen orkidéer.
Artens utbredningsområde är Bolivia. Inga underarter finns listade i Catalogue of Life.